# Debbie Flood
Debbie Flood, född den 27 februari 1980 i Harrogate i Storbritannien, är en brittisk roddare.
Hon tog OS-silver i scullerfyra i samband med de olympiska roddtävlingarna 2008 i Peking.